# Polylepidina
Polylepidina es un género de foraminífero bentónico de la subfamilia Helicolepidininae, de la familia Lepidocyclinidae, de la superfamilia Asterigerinoidea, del suborden Rotaliina y del orden Rotaliida. Su especie tipo es Lepidocyclina (Polylepidina) chiapasensis. Su rango cronoestratigráfico abarca el Luteciense superior (Eoceno medio).

## Clasificación
Polylepidina incluye a las siguientes especies:
- Polylepidina antillea †
- Polylepidina barbadensis †
- Polylepidina birmanica †
- Polylepidina chiapasensis †
- Polylepidina discoidalis †
- Polylepidina gardnerae †
- Polylepidina nitida †
- Polylepidina subplana †
- Polylepidina zuliana †